# Lam Anh
Lam Anh là một nữ ca sĩ hải ngoại. Hiện cô đang cộng tác với Trung tâm Thúy Nga.

## Cuộc đời và sự nghiệp
Lam Anh, tên thật Trần Thị Bích Hà, sinh ra và lớn lên tại Biên Hòa, Việt Nam. Gia đình cô có ba mẹ và một người em gái. Gia đình nội của cô là người gốc miền Bắc và gia đình ngoại là người miền Nam. Cô bắt đầu niềm đam mê ca hát từ nhỏ và lên 5 tuổi đã làm quen với sân khấu. Lúc 10 tuổi, ba mẹ cô tạo điều kiện cho con gái mình học nhạc, nhưng vì tuổi nhỏ và giọng hát chưa vỡ thời bấy giờ, cô bắt đầu sự nghiệp âm nhạc của mình qua con đường học nhạc cụ. Thoạt đầu muốn học violin, nhưng cơ duyên đã hướng cô học và biết chơi đàn bầu, đàn tranh và sáo trúc. Lớn lên, sau khi tốt nghiệp trường Văn hóa Nghệ thuật Đồng Nai, cô chuyển tới sinh sống ở Sài Gòn và tốt nghiệp khoa Thanh Nhạc tại Nhạc viện thành phố. Tiếp đó, cô sinh hoạt ca hát trong những tụ điểm ca nhạc, phòng trà trong một thời gian. Năm 2003, cô tham dự cuộc thi Tiếng hát truyền hình của HTV và đạt giải nhì.
"Đối với quan điểm của riêng tôi, không yêu thì không hát được. Những người càng yêu nhiều thì càng hát hay và có chiều sâu hơn." 
Năm 2007, cô du học và định cư tại Hoa Kỳ. Cô mới đầu đặt chân tới Seattle, sau đó New York, trước khi chuyển về sống tại Nam California năm 2008. Hai năm đầu cô đã trải qua nhiều khó khăn. 
Năm 2009, cô được giới thiệu vào Trung tâm Thúy Nga, xuất hiện với nghệ danh Lam Anh lần đầu tiên trong cuốn Paris By Night 96 với bài hát "Thôi Về Đi", song ca với nữ ca sĩ Quỳnh Vi. Từ đó cô đã liên tục xuất hiện thường trực trong chương trình ca nhạc tạp kĩ này và được biết đến như một giọng hát có nhiều nội lực và cảm xúc. Bài hát "Nơi Tình Yêu Bắt Đầu", song ca với Bằng Kiều, là một trong những bài tạo ra "dấu ấn" cho cô.
Năm 2013, cô và ca sĩ Quang Lê xảy ra một tai nạn giao thông sau một show trình diễn. Cô bị chấn thương ở phổi và cột sống, nhưng sau đó đã được bình phục. Sau lần tai nạn này, cô ra cuốn CD Về Lại Cõi Sầu. Trong một bài phỏng vấn, cô tiết lộ lý do cô chọn bài nhạc trùng tên làm chủ đề vì cô quán chiếu được "khoảng cách giữa sự sống và cái chết rất mong manh". Được biết tới thoạt đầu bằng những bài nhạc trẻ, cô dần chuyển mình qua nhiều dòng nhạc khác nhau. Trong năm 2014, cô cùng ca sĩ Quang Lê đã kết hợp cho ra đời bolero CD Sao Anh Nỡ Đành Quên. Năm 2015, cô phát hành CD Ngã Rẽ. Mặc dù là CD nhạc trẻ, Lam Anh tâm sự rằng cô hy vọng có thể vẫn thuyết phục được giới yêu nhạc xưa bằng các ca khúc "giai điệu hay, lời nhạc sâu lắng [và] ý nghĩa."
Thỉnh thoảng về nước biểu diễn, cô đã xuất hiện trong một vài sự kiện như Đêm tình nhân cùng với các nghệ sĩ khác của Trung tâm Thúy Nga. Có niềm đam mê về thủ công và năng khiếu may vá, Lam Anh cũng đã từng tự may đồ cho một số trang phục trình diễn của cô.

## Sản phẩm âm nhạc
- Anh Đã Xa Tôi (TNCD 489) - 2011
- Về Lại Cõi Sầu (CD Thúy Nga đại diện) - 2013
- Sao Anh Nỡ Đành Quên - với Quang Lê (TNCD 544) - 2014
- Ngã Rẽ (TNCD 549) - 2015
- Chuyện Của Lam (Thúy Nga đại diện) - 2018
- Chuyện Của Lam (TNLP006) - 2019

## Trình diễn trên sân khấu trung tâm Thúy Nga

### Sân khấu Paris By Night
| STT | Tiết mục | Thể hiện với | Chương trình       | Năm  |
| --- | --- | --- | ------------------ | ---- |
| 1   | Thôi Về Đi (Vĩnh Tâm) | Quỳnh Vi | Paris By Night 96  | 2009 |
| 2   | LK Send Me An Angel, So Sad (LV: Chiêu Nghi)                                                                                            | Dương Triệu Vũ | Paris By Night 98  | 2009 |
| 3   | LK Cơn Mưa Chiều Nay, Lung Linh Giọt Mưa, Vu Vơ Tình Đầu (Quốc Hùng)                                                                    | Quỳnh Vi, Tú Quyên | Paris By Night 99  | 2010 |
| 4   | Giọt Mưa Thu (Đặng Thế Phong, Bùi Công Kỳ)                                                                                              | Nguyệt Anh | Paris By Night 100 | 2010 |
| 5   | Khúc Giao Mùa (Huy Tuấn) | Trịnh Lam | Paris By Night 101 | 2011 |
| 6   | Cho Em Quên Tuổi Ngọc (Lam Phương) | solo | Paris By Night 102 | 2011 |
| 7   | Trái Tim Tội Lỗi (Quốc Dũng) | solo | Paris By Night 103 | 2011 |
| 8   | Nơi Tình Yêu Bắt Đầu (Tiến Minh) | Bằng Kiều | Paris By Night 104 | 2011 |
| 9   | Người Tình Trăm Năm (Đức Huy) | Lưu Bích, Như Quỳnh, Minh Tuyết, Ngọc Anh, Kỳ Phương Uyên, Tóc Tiên, Như Loan, Thanh Hà, Quỳnh Vi, Hạ Vy, Diễm Sương | Paris By Night 105 | 2012 |
| 10  | Những Lời Mê Hoặc (LV: Phạm Duy) | solo | Paris By Night 105 | 2012 |
| 11  | LK Chợt Nhớ, Tình Trái Ngang (Nhật Trung)                                                                                               | Trần Thái Hòa | Paris By Night 106 | 2012 |
| 12  | LK Mùa Thu Trong Mưa (Trường Sa), Búp Bê Không Tình Yêu (Lời Việt: Vũ Xuân Hùng)                                                        | Như Quỳnh, Quỳnh Vi, Diễm Sương, Thanh Hà, Hạ Vy, Mai Thiên Vân, Minh Tuyết, Kỳ Phương Uyên, Hương Giang, Hương Thủy, Ngọc Anh, Tóc Tiên, Như Loan | Paris By Night 106 | 2012 |
| 13  | Tình Trong Dĩ Vãng (Ngọc Trọng) | solo | Paris By Night 107 | 2013 |
| 14  | LK Chiều Trên Phá Tam Giang, Trên Đỉnh Mùa Đông (Trần Thiện Thanh)                                                                      | Thế Sơn | Paris By Night 108 | 2013 |
| 15  | Bướm Mơ (nhạc: Trần Mạnh Tuấn, thơ: Phan Đan)                                                                                           | Quỳnh Vi | Paris By Night 109 | 2013 |
| 16  | LK Xin Đừng Trách Đa Đa (Võ Đông Điền), Mưa Trên Phố Huế (Minh Kỳ, Tôn Nữ Thụy Khương), Em Đi Chùa Hương (Trung Đức, Nguyễn Nhược Pháp) | Kỳ Phương Uyên, Hạ Vy, Ánh Minh, Hương Giang, Minh Tuyết, Mai Thiên Vân, Diễm Sương, Hương Thủy, Như Quỳnh, Bảo Hân, Hồ Lệ Thu, Châu Ngọc, Như Loan, Tóc Tiên, Thu Phương | Paris By Night 109 | 2013 |
| 17  | Hát Mãi Bài Tình Ca (Thái Thịnh) | Minh Tuyết, Như Loan, Tóc Tiên, Như Quỳnh, Don Hồ, Mai Thiên Vân, Hạ Vy, Mạnh Quỳnh, Hương Thủy, Quang Lê, Ngọc Hạ, Trần Thái Hòa, Thế Sơn, Châu Ngọc, Hồ Lệ Thu, Kỳ Phương Uyên, Mai Tiến Dũng, Quỳnh Vi, Trịnh Lam, Lương Tùng Quang, Diễm Sương, Duy Trường, Khánh Lâm, Tommy Ngô, Lynda Trang Đài, Đình Bảo, Ánh Minh, Hương Giang, Anh Tú, Thiên Tôn, Ý Lan, Thu Phương, Ngọc Anh, Giang Tử, Hương Lan, Thái Châu, Quang Dũng, Nguyễn Hưng, Thanh Hà, Lưu Bích, Tuấn Ngọc, Khánh Hà, Dương Triệu Vũ, Bằng Kiều, Họa Mi, Elvis Phương | Paris By Night 109 | 2013 |
| 18  | Giai Điệu Mùa Xuân (Trần Nghiệp Hoàng, Võ Quốc Trụ)                                                                                     | Trịnh Lam | Paris By Night 110 | 2014 |
| 19  | Hoa Xuân (Phạm Duy) | Thiên Tôn | Paris By Night 110 | 2014 |
| 20  | Khói Sương Mong Manh (Châu Đăng Khoa)                                                                                                   | Bằng Kiều | Paris By Night 111 | 2014 |
| 21  | Sao Anh Nỡ Đành Quên (Tô Thanh Tùng) | Quang Lê | Paris By Night 111 | 2014 |
| 22  | Phố Mùa Đông (Bảo Chấn) | solo | Paris By Night 112 | 2014 |
| 23  | Ngã Rẽ (Võ Hoài Phúc) | solo | Paris By Night 112 | 2014 |
| 24  | Sớm Nay Mùa Xuân (Châu Đăng Khoa) | Trịnh Lam | Paris By Night 113 | 2015 |
| 25  | Lòng Mẹ (Y Vân) | Thiên Tôn | Paris By Night 113 | 2015 |
| 26  | Những Gì Đẹp Nhất (Hoài An) | Trần Thái Hòa | Paris By Night 113 | 2015 |
| 27  | Lời Cảm Ơn (Ngô Thụy Miên, Hạ Đỏ Chung Bích Phượng)                                                                                     | Ánh Minh, Diễm Sương, Hạ Vy, Minh Tuyết, Kỳ Phương Uyên, Hương Thủy, Mai Thiên Vân, Ngọc Anh, Quỳnh Vi, Thanh Hà, Bảo Khánh, Don Hồ, Đình Bảo, Lương Tùng Quang, Mai Tiến Dũng, Ngọc Ngữ, Thiên Tôn, Justin Nguyễn | Paris By Night 114 | 2015 |
| 28  | LK Phố Vẫn Xưa (Lê Vũ), Lời Tình Buồn (Hoàng Thanh Tâm)                                                                                 | Đình Bảo | Paris By Night 114 | 2015 |
| 29  | Dáng Tiên Xuân Ngời (Lương Bằng Quang)                                                                                                  | Ngọc Anh, Quỳnh Vi, Tóc Tiên, Hoàng Nhung | Paris By Night 115 | 2015 |
| 30  | Cỏ Và Mưa (Giáng Son, Nguyễn Trọng Tạo)                                                                                                 | solo | Paris By Night 115 | 2015 |
| 31  | Nét Đẹp Á Đông (Dương Khắc Linh, Hoàng Huy Long)                                                                                        | Thanh Hà, Như Quỳnh, Hạ Vy, Tâm Đoan, Minh Tuyết, Hương Thủy, Quỳnh Vi, Hương Giang, Mai Thiên Vân, Diễm Sương, Ánh Minh | Paris By Night 115 | 2015 |
| 32  | Catwalk (Nguyễn Hữu Đức) | Như Loan, Ngọc Anh, Diễm Sương, Hạ Vy, Hoàng Nhung | Paris By Night 116 | 2015 |
| 33  | Cùng Một Kiếp Hoa (Võ Đức Phấn) | Minh Tuyết, Hương Thủy, Như Loan, Hoàng Nhung, Diễm Sương | Paris By Night 117 | 2016 |
| 34  | Mở Cửa Mùa Xuân (Võ Thiện Thanh) | solo | Paris By Night 117 | 2016 |
| 35  | Và Con Tim Đã Vui Trở Lại (Đức Huy) | Nguyễn Hồng Nhung, Ngọc Anh, Bằng Kiều, Thiên Tôn, Đình Bảo | Paris By Night 118 | 2016 |
| 36  | Giấc Mơ Trong Mộng (Đức Huy) | solo | Paris By Night 118 | 2016 |
| 37  | Đêm Không Ngủ (Anh Bằng) | solo | Paris By Night 119 | 2016 |
| 38  | Những Mùa Thu Qua Trên Cuộc Tình Tôi (Trường Sa)                                                                                        | Đình Bảo | Paris By Night 120 | 2016 |
| 39  | Tình Yêu Còn Lại (LV: Thái Thịnh) | Don Hồ | Paris By Night 120 | 2016 |
| 40  | LK Nếu Xuân Này Vắng Anh (Bảo Thu), Khúc Nhạc Ngày Xuân (Nhật Bằng)                                                                     | Don Hồ, Lương Tùng Quang, Đan Nguyên, Mai Tiến Dũng, Lê Anh Tuấn, Minh Tuyết, Nguyễn Hồng Nhung, Diễm Sương, Hoàng Nhung | Paris By Night 121 | 2017 |
| 41  | Định Mệnh (Song Ngọc) | Bằng Kiều | Paris By Night 121 | 2017 |
| 42  | Chờ Thêm Một Đời (Dương Khắc Linh, Trang Pháp, Nguyễn Hồng Vinh)                                                                        | solo | Paris By Night 122 | 2017 |
| 43  | Duyên Phận (Thái Thịnh) | Như Quỳnh, Hương Thủy, Mai Thiên Vân, Phi Nhung, Hạ Vy, Quỳnh Vi, Diễm Sương, Hà Thanh Xuân, Hoàng Nhung, Châu Ngọc Hà | Paris By Night 122 | 2017 |
| 44  | Yêu Nhau Đi (LV: Thái Thịnh) | solo | Paris By Night 123 | 2017 |
| 45  | Đêm Lạnh (Phúc Trường) | Lương Tùng Quang | Paris By Night 123 | 2017 |
| 46  | Giao Thừa (Võ Hoài Phúc) | Lê Anh Tuấn | Paris By Night 124 | 2018 |
| 47  | Thương Muộn (Phượng Linh) | solo | Paris By Night 125 | 2018 |
| 48  | Khúc Tình Ca Hàng Hàng Lớp Lớp (Nguyễn Văn Đông)                                                                                        | Hoàng Oanh, Thanh Tuyền, Giao Linh, Vũ Khanh, Anh Khoa, Ý Lan, Anh Dũng, Don Hồ, Ngọc Anh, Minh Tuyết, Nguyễn Hồng Nhung, Thiên Tôn, Đình Bảo, Hương Thủy, Mai Thiên Vân, Trần Thái Hòa, Hạ Vy, Khải Đăng, Hà Thanh Xuân, Châu Ngọc Hà | Paris By Night 125 | 2018 |
| 49  | Tình Yêu Xây Đắp Nhân Gian (Hamlet Trương)                                                                                              | Don Hồ, Bằng Kiều, Lương Tùng Quang, Trần Thái Hòa, Dương Triệu Vũ, Ngọc Anh, Minh Tuyết, Như Loan, Nguyễn Hồng Nhung | Paris By Night 126 | 2018 |
| 50  | Touch (Phúc Trường) | Dương Triệu Vũ | Paris By Night 126 | 2018 |
| 51  | Giấc Mơ Trưa (Giáng Son) | solo | Paris By Night 127 | 2018 |
| 52  | Nơi Ánh Sáng Quay Về (Tùng Châu, Hamlet Trương)                                                                                         | Trần Thái Hòa | Paris By Night 128 | 2019 |
| 53  | Vào Hạ (Lê Hựu Hà) | Hương Thủy, Kỳ Phương Uyên, Hoàng Nhung, Hà Thanh Xuân, Tâm Đoan, Loan Châu, Như Ý, Hạ Vy, Trúc Lam, Trúc Linh, Như Loan, Diễm Sương, Băng Tâm, Mai Thiên Vân, Nguyễn Hồng Nhung, Phi Nhung, Quỳnh Vi, Ngọc Anh, Minh Tuyết | Paris By Night 128 | 2019 |
| 54  | Hai Chữ Yêu Thương, Một Chữ Chờ (Mai Xuân Thứ)                                                                                          | Thiên Tôn | Paris By Night 129 | 2019 |
| 55  | LK Bản Tình Cuối, Một Cõi Tình Phai, Tình Vẫn Còn Đây, Cần Thiết, Mưa Trên Cuộc Tình Tôi (Ngô Thụy Miên)                                | Đình Bảo | Paris By Night 129 | 2019 |
| 56  | Đúng Hay Sai (Hoài An) | solo | Paris By Night 130 | 2020 |
| 57  | Nỗi Buồn Con Gái (Nhật Ngân) | Diễm Sương, Hương Thủy, Như Loan, Hạ Vy, Minh Tuyết, Hà Thanh Xuân, Như Ý, Quỳnh Vi, Băng Tâm, Hoàng Mỹ An, Ngọc Anh | Paris By Night 130 | 2020 |
| 58  | Mặt Trời Và Hoa (Ngô Minh Tài) | Đình Bảo | Paris By Night 132 | 2022 |
| 59  | Yêu Và Mơ (Văn Phụng) | Châu Ngọc Hà, Tâm Đoan, Quỳnh Vi, Hoàng Nhung, Băng Tâm, Hương Thủy, Phương Yến Linh, Như Ý, Ngọc Anh, Hoàng Mỹ An, Diễm Sương | Paris By Night 132 | 2022 |
| 60  | Hình Ảnh Người Em Không Đợi (Hoàng Thi Thơ)                                                                                             | Châu Ngọc Hà, Minh Tuyết, Quỳnh Vi, Nguyễn Hồng Nhung, Băng Tâm, Hương Thủy, Phương Yến Linh, Như Loan, Hạ Vy, Hoàng Mỹ An, Kỳ Phương Uyên | Paris By Night 133 | 2022 |
| 61  | Một Người Chẳng Cần Một Người (Tiến Nguyễn)                                                                                             | Bằng Kiều | Paris By Night 133 | 2022 |
| 62  | Cánh Hồng Phai (Dương Khắc Linh, Hoàng Huy Long)                                                                                        | Thanh Hà, Minh Tuyết, Hương Thủy, Như Loan, Ngọc Anh, Băng Tâm, Nguyễn Hồng Nhung, Kỳ Phương Uyên, Như Ý, Hà Thanh Xuân, Hoàng Mỹ An | Paris By Night 134 | 2023 |
| 63  | Lạc Mất Vầng Trăng (Tùng Châu, Hồng Thiên Phúc)                                                                                         | Khánh Hà | Paris By Night 134 | 2023 |
| 64  | Hơn Một Lời Cảm Ơn (Ngô Minh Tài) | Ngọc Anh, Ý Lan, Tuấn Ngọc, Khánh Hà, Bằng Kiều, Minh Tuyết, Trần Thái Hòa, Đình Bảo, Kỳ Phương Uyên, Nguyễn Hồng Nhung, Ngọc Hạ, Tuấn Phước, Thiên Tôn, Hương Lan, Hoàng Oanh, Thanh Tuyền, Phương Hồng Quế, Thanh Hà, Quang Dũng, Trường Vũ, Như Quỳnh, Quang Lê, Thái Châu, Họa Mi, Nguyễn Hưng, Hương Thủy, Băng Tâm, Hoàng Nhung, Hà Thanh Xuân, Trịnh Lam, Phương Yến Linh, Ngọc Ngữ, Châu Ngọc Hà, Tâm Đoan, Mạnh Quỳnh, Phương Loan, Đan Nguyên, Lương Tùng Quang, Như Loan, Hoàng Mỹ An, Như Ý, Lâm Thúy Vân, Myra Trần, Don Hồ  | Paris By Night 134 | 2023 |
| 65  | Trên Ngọn Tình Sầu (Từ Công Phụng, Du Tử Lê)                                                                                            | Trần Thái Hòa, Ngọc Hạ, Đình Bảo, Từ Công Phụng | Paris By Night 135 | 2023 |
| 66  | Như Chiếc Que Diêm (Từ Công Phụng) | solo | Paris By Night 135 | 2023 |
| 67  | Nằm Nghe Em Hát Trên Vùng Biển (Từ Công Phụng, Kim Tuấn)                                                                                | Myra Trần | Paris By Night 135 | 2023 |
| 68  | Giữ Đời Cho Nhau (Từ Công Phụng, Du Tử Lê)                                                                                              | Từ Công Phụng, Tuấn Ngọc, Thái Hiền, Ý Lan, Anh Dũng, Bằng Kiều, Trần Thái Hòa, Trần Thu Hà, Ngọc Anh, Ngọc Hạ, Hồ Hoàng Yến, Đình Bảo, Thiên Tôn, Vasa Diệu Nga, Như Ý | Paris By Night 135 | 2023 |
| 69  | L'Amour De Ma Vie (Hoàng Huy Long) | Dương Triệu Vũ | Paris By Night 136 | 2024 |
| 70  | Một Lần Yêu (Phạm Mạnh Cương) | solo | Paris By Night 137 | 2024 |

### Chương trình thu hình khác
| STT | Tên bài hát                                   | Thể hiện với                                                   | Chương trình                                   | Năm  |
| --- | --------------------------------------------- | -------------------------------------------------------------- | ---------------------------------------------- | ---- |
| 1   | Nếu Đã Yêu (Tùng Châu, Lê Hựu Hà)             | solo                                                           | Paris By Night Divas                           | 2010 |
| 2   | Cát Bụi Tình Xa (Trịnh Công Sơn)              | Kỳ Phương Uyên, Quỳnh Vi, Hương Giang, Tú Quyên, Nguyệt Anh    | Paris By Night Divas                           | 2010 |
| 3   | Cùng Khiêu Vũ Bên Nhau (Quốc Hùng)            | Kỳ Phương Uyên                                                 | Paris By Night 100 VIP Party                   | 2010 |
| 4   | Ngỡ (Khắc Việt)                               | solo                                                           | A Dancing Dream - Season 1                     | 2011 |
| 5   | Anh Đã Xa Tôi (Trần Quang Lộc)                | solo                                                           | Paris By Night 104 VIP Party                   | 2012 |
| 6   | Ru Em Từng Ngón Xuân Hồng (Trịnh Công Sơn)    | solo                                                           | VSTAR Season 1 - Đêm Trao Giải                 | 2012 |
| 7   | Ước Muốn Lặng Thầm (Vĩnh Tâm)                 | solo                                                           | Paris By Night 106 VIP Party                   | 2013 |
| 8   | Ảo Ảnh (Y Vân)                                | Trần Thái Hòa                                                  | Paris By Night 109 VIP Party                   | 2013 |
| 9   | Máng Cỏ Đêm Đông (Thanh Lâm, Phi Vân)         | solo                                                           | Paris By Night Gloria                          | 2013 |
| 10  | Chú Bé Đánh Trống (LV: Viết Chung)            | Đình Bảo                                                       | Paris By Night Gloria                          | 2013 |
| 11  | Chuyện Buồn Tình Yêu (Mặc Thế Nhân)           | solo                                                           | VSTAR Season 2 - Reunion                       | 2014 |
| 12  | Chúa Hãy Đến (LV: Phan Hoàng)                 | solo                                                           | Paris By Night Gloria 2                        | 2014 |
| 13  | Quê Hương Tuổi Thơ Tôi (Từ Huy)               | Đức Khang                                                      | VSTAR Kids Season 1 - Chung Kết                | 2015 |
| 14  | Bỏ Ngài Con Biết Theo Ai (P.Kim)              | solo                                                           | Lễ Giỗ lần thứ 70 Cha Phanxico Trương Bửu Diệp | 2016 |
| 15  | Phải Chi Em Biết (Thái Thịnh)                 | solo                                                           | VSTAR Season 3 - Đêm Trao Giải                 | 2016 |
| 16  | Xin Dành Trọn Cho Anh (Tùng Châu, Thái Thịnh) | Minh Tuyết, Nguyễn Hồng Nhung, Ngọc Anh                        | Divas Live Concert                             | 2017 |
| 17  | Xin Còn Gọi Tên Nhau (Trường Sa)              | solo                                                           | Divas Live Concert                             | 2017 |
| 18  | Chờ Một Tiếng Yêu (Lê Hựu Hà)                 | Minh Tuyết                                                     | Divas Live Concert                             | 2017 |
| 19  | Lời Con Xin Chúa (Lê Kim Khánh)               | solo                                                           | Paris By Night Gloria 3                        | 2017 |
| 20  | Rước Xuân Về Nhà (Nhật Ngân)                  | Grace Huỳnh                                                    | VSTAR Kids Season 2 - Chung Kết                | 2018 |
| 21  | Người Quen Xa Lạ (Nguyễn Hồng Thuận)          | solo                                                           | VSTAR Season 4 - Đêm Trao Giải                 | 2018 |
| 22  | Bên Em Là Biển Rộng (Bảo Chấn)                | Bằng Kiều                                                      | Paris By Night 128 VIP Party                   | 2018 |
| 23  | Vội Vàng (Đức Trí)                            | Đình Bảo                                                       | Đình Bảo Live Show \| Chuyện Tình              | 2019 |
| 24  | Xin Giữ Cho Em Hoàng Hôn (Việt Anh)           | Solo                                                           | Đình Bảo Live Show \| Chuyện Tình              | 2019 |
| 25  | Yêu Là Chết Ở Trong Lòng (Phạm Duy)           | Đình Bảo, Nguyễn Hồng Nhung                                    | Đình Bảo Live Show \| Chuyện Tình              | 2019 |
| 26  | Tháng Năm Trong Lòng Nhớ (Đình Bảo)           | Đình Bảo, Trần Thu Hà, Bằng Kiều, Nguyễn Hồng Nhung, Thiên Tôn | Đình Bảo Live Show \| Chuyện Tình              | 2019 |
| 27  | Lời Cảm Ơn (Ngô Thụy Miên, Hạ Đỏ Bích Phượng) | Đình Bảo, Thiên Tôn, Quỳnh Vi                                  | Hãy Yêu Như Chưa Yêu Lần Nào                   | 2021 |
| 28  | Tôi Với Trời Bơ Vơ (Tùng Giang)               | solo                                                           | Hãy Yêu Như Chưa Yêu Lần Nào                   | 2021 |

### Thúy Nga Music Box
| STT | Tên bài hát | Thể hiện với                 | Thúy Nga Music Box     | Năm  |
| --- | --- | ---------------------------- | ---------------------- | ---- |
| 1   | Mưa Lệ (Lam Phương) | solo                         | Thúy Nga Music Box #3  | 2020 |
| 2   | Nơi Tình Yêu Bắt Đầu (Tiến Minh)                                                                                             | Bằng Kiều                    | Thúy Nga Music Box #3  | 2020 |
| 3   | Muộn Màng (Thái Thịnh) | solo                         | Thúy Nga Music Box #3  | 2020 |
| 4   | Niệm Khúc Cuối (Ngô Thụy Miên)                                                                                               | Bằng Kiều                    | Thúy Nga Music Box #3  | 2020 |
| 5   | Hoa Nở Không Màu (Nguyễn Minh Cường)                                                                                         | solo                         | Thúy Nga Music Box #3  | 2020 |
| 6   | Để Nhớ Một Thời Ta Đã Yêu (Thái Thịnh)                                                                                       | Bằng Kiều                    | Thúy Nga Music Box #3  | 2020 |
| 7   | Thà Rằng Chia Tay (Hoài An)                                                                                                  | solo                         | Thúy Nga Music Box #17 | 2020 |
| 8   | Chợt Nhớ (Nhật Trung) | Trần Thái Hòa                | Thúy Nga Music Box #17 | 2020 |
| 9   | Em Cũng Cần Một Bờ Vai (Đình Văn)                                                                                            | solo                         | Thúy Nga Music Box #17 | 2020 |
| 10  | Nơi Ánh Sáng Quay Về (Tùng Châu, Hamlet Trương)                                                                              | Trần Thái Hòa                | Thúy Nga Music Box #17 | 2020 |
| 11  | Cô Đơn (Nguyễn Ánh 9) | solo                         | Thúy Nga Music Box #17 | 2020 |
| 12  | LK Vũng Lầy Của Chúng Ta & Lời Gọi Chân Mây (Lê Uyên Phương)                                                                 | Trần Thái Hòa                | Thúy Nga Music Box #17 | 2020 |
| 13  | LK Tango / Bóng Chiều Xưa (Dương Thiệu Tước, Minh Trang), Bóng Chiều Tà (Nhật Bằng), Chiều (Dương Thiệu Tước, thơ: Hồ Dzếnh) | Trần Thái Hòa, Đình Bảo      | Thúy Nga Music Box #35 | 2021 |
| 14  | Gợi Giấc Mơ Xưa (Lê Hoàng Long)                                                                                              | Solo                         | Thúy Nga Music Box #35 | 2021 |
| 15  | Con Thuyền Không Bến (Đặng Thế Phong)                                                                                        | Solo                         | Thúy Nga Music Box #35 | 2021 |
| 16  | Tình Nghệ Sĩ (Đoàn Chuẩn, Từ Linh)                                                                                           | Trần Thái Hòa, Đình Bảo      | Thúy Nga Music Box #35 | 2021 |
| 17  | LK Để Nhớ Một Thời Ta Đã Yêu & Nếu Em Được Lựa Chọn (Thái Thịnh)                                                             | Trịnh Lam, Như Ý, Thái Thịnh | Thúy Nga Music Box #47 | 2021 |
| 18  | Ngày Mai Em Đi (Thái Thịnh)                                                                                                  | Solo                         | Thúy Nga Music Box #47 | 2021 |
| 19  | Còn Nguyên Vết Thương Sâu (Thái Thịnh)                                                                                       | Solo                         | Thúy Nga Music Box #47 | 2021 |
| 20  | Chuyện Tình Đã Xưa (Thái Thịnh)                                                                                              | Solo                         | Thúy Nga Music Box #47 | 2021 |
| 21  | Giới Hạn Nào Cho Chúng Ta (Thái Thịnh)                                                                                       | Trịnh Lam, Như Ý, Thái Thịnh | Thúy Nga Music Box #47 | 2021 |
| 22  | Xin Còn Gọi Tên Nhau (Trường Sa)                                                                                             | Bằng Kiều, Trần Thái Hòa     | Thúy Nga Music Box #52 | 2022 |
| 23  | Một Mai Em Đi (Trường Sa) | solo                         | Thúy Nga Music Box #52 | 2022 |
| 24  | Chuyện Người Đan Áo (Trường Sa)                                                                                              | solo                         | Thúy Nga Music Box #52 | 2022 |
| 25  | Rồi Mai Tôi Đưa Em (Trường Sa)                                                                                               | Trần Thái Hòa                | Thúy Nga Music Box #52 | 2022 |
| 26  | Mùa Thu Trong Mưa (Trường Sa)                                                                                                | Bằng Kiều, Trần Thái Hòa     | Thúy Nga Music Box #52 | 2022 |